# Bátorove Kosihy
Bátorove Kosihy és un poble i municipi d'Eslovàquia que es troba a la regió de Nitra, al sud-oest del país. El 2022 tenia una població estimada de 3.305 habitants.

## Demografia
| Godina             | 1994 | 2004   | 2014   | 2024   |
| ------------------ | ---- | ------ | ------ | ------ |
| Nombre de persones | 3598 | 3493   | 3399   | 3291   |
| Diferència         |      | −2,91% | −2,69% | −3,17% |

| Godina             | 2023 | 2024   |
| ------------------ | ---- | ------ |
| Nombre de persones | 3294 | 3291   |
| Diferència         |      | −0,09% |